# 道 (1987年电影)
《道》（瑞典语：Resan），一译《旅行》，1987年彼得·沃特金斯执导紀錄片，于1983年至1985年间在几大洲摄制而成，围绕核武器、军费开支和贫困问题展开。片中普通人被问及对这些问题的认知。
《道》片长超14小时，曾經是有史以来最长的非实验性电影，于1987年多倫多國際電影節首映，此后则罕有放映。作为彼得·沃特金斯回顾展的一部分，2007年2月，《道》在墨西哥城国际现代电影节（Festival Internacional de Cine Contemporáneo，简称FICCO）上映；2007年4月25日至5月1日，于奥地利维也纳的奥地利电影博物馆上映。

## 拓展阅读
- Watkins, Peter. . Pax. 1988. ISBN 978-91-85678-42-6 （瑞典语）.
- Watkins, Peter; MacDonald, Scott; Welsh, James Michael; Ken Nolley; Mary Ann Youngren; Gregg B. Walker; Catherine Collins; Willamette University. . Willamette University. 1991  [2018-08-25]. （原始内容存档于2019-06-29）.